# Beilade
Die Beilade ist ein optionales Konstruktionsmerkmal von Hobelbänken. Sie bezeichnet eine im hinteren Bereich der Arbeitsfläche eingelassene Vertiefung.
Die Beilade dient zur
- Aufnahme von Werkzeugen und kleineren Materialstücken
- Ablage von Werkzeugen, damit diese nicht mit dem Werkstück auf der Arbeitsoberfläche in Konflikt geraten
- Aufnahme von Spänen

Nachteile der Beilade sind eine Verkleinerung der eigentlichen Arbeitsoberfläche und die Möglichkeit, dass Werkstücke in die Beilade abrutschen.
Auch im Inneren von Truhen eingebaute Fächer mit Klappdeckeln werden traditionell als „Beilade“ bezeichnet.